# 史丹
史丹（?—前13年），字君仲，魯國（今山東曲阜）人，後移居杜陵縣（今陝西西安東南），西汉政治人物，為樂陵侯史高之子。史丹初任中庶子。漢元帝即位，轉任駙馬都尉侍中。竟寧元年漢成帝登基後，先後升遷長樂衞尉、右將軍、給事中、左將軍、光祿大夫等職，賜爵關內侯。鴻嘉元年，封武陽侯。
史丹表面雖看似放任隨性，內心卻實則謹慎周密，深獲皇帝的信任，史丹前後擔任將軍長達十六年。永始年間，史丹因病而請求退休，解職歸家數個月後去世，諡號「頃」。

## 生平

### 家世背景
史丹的祖父史恭有一位妹妹，在汉武帝時為太子刘据的良娣，史良娣與劉據生下刘进，而劉進即是汉宣帝的生父。漢宣帝貧賤時依靠外祖母史家生活，等到漢宣帝登上皇位的時候，史恭已經過世，史恭有三個兒子，分別是史高、史曾以及史玄。史曾、史玄皆因舊日的恩情，以及外戚的身分而受封，其中史曾受封將陵侯，史玄封為平台侯。史高擔任侍中，地位既尊貴又受寵，後來史高以揭發大司马霍禹謀反的功勞，被封為樂陵侯。漢宣帝病重時，任命史高為大司馬車騎將軍，兼領尚書事。漢宣帝駕崩後，汉元帝繼位。史高輔佐漢元帝五年，因年老而請求退休，被賜予四匹馬拉的安車和黃金，卸職歸家。史高死後，諡號「安」。

### 庇護太子
從漢元帝還是太子的時候起，史丹便因父親史高的緣故被任命為中庶子，隨從在皇帝身邊十多年。漢元帝即位後，史丹擔任駙馬都尉侍中，漢元帝車駕出行時，史丹常常陪乘在身旁，頗受寵幸。漢元帝因為史丹是舊臣，又是先帝的外家親屬，相當親近信任他，下詔命史丹負責監護太子劉驁一家。當時，傅昭儀的兒子定陶王劉康有才藝，母子兩人皆相當得漢元帝寵愛，而太子卻有酗酒好色的過失，母親王政君又不受寵。
建昭年間，漢元帝因患病的緣故，而不親理朝政，沉醉於音樂中。有人將鼙鼓放置在大殿下，漢元帝親身到殿前欄杆上，扔下銅丸擲中鼙鼓，聲音符合莊嚴的鼓樂節拍，後宮妃嬪和身邊熟習音樂者皆無法做到，而定陶王也會這一手，漢元帝因此屢次稱讚他的才能。史丹進諫說：「凡是被稱為有才幹者，應當聰敏又喜好學習，溫習舊業，增加新知，皇太子就是這樣的人。如果器重絲竹、鼓鼙之間的人才，那麼黃門鼓吹手陳惠、李微的才能就比匡衡還高，可以讓他們擔任丞相了！」漢元帝聽罷笑了笑沒有說話。
在這之後，中山王劉竟去世，太子前去弔唁。中山王是漢元帝年紀最小的弟弟，自幼和太子一同遊學長大。漢元帝從遠處望見太子，感觸地懷念起中山王，悲傷的不能控制自己。然而太子來到漢元帝面前，卻並不哀傷。漢元帝恨恨地說到：「哪有不慈仁卻可以供奉宗庙作人民父母的人呢！」，漢元帝把自己責備太子的話告訴史丹。史丹摘下帽子向皇上謝罪說：「臣看見陛下哀傷痛悼中山王，到了損傷身體的地步。先前太子應當進宮見陛下時，臣私下告誡囑咐他不要哭泣，使陛下感觸悲傷。過錯都在臣的身上，臣該死。」漢元帝明白原來是這麼一回事，責怪太子的意思這才化解。史丹對太子的輔佐襄助，都類似這種情況。

### 病榻直諫
竟宁元年，漢元帝的病勢日漸沉重，傅昭儀和定陶王常常服侍在其身旁，而皇后、太子卻很少能夠進宮見駕。漢元帝的病情加重，意識恍惚，心情煩躁，屢次向尚書詢問汉景帝改立膠東王劉徹為太子的舊例。當時，太子的舅舅陽平侯王凤擔任卫尉、侍中，和皇后以及太子一樣對此感到憂懼，不知該怎麼辦才好。
史丹由於是親近的臣子，因而能夠進宮侍候，探視疾病，史丹抓準機會，等到漢元帝獨自躺在床上休息時，史丹徑直闖入寢室，頭叩地拜伏在青蒲蓆子上，哭泣著說：「太子以嫡長子的身分被策立，至今已有十多年了，太子的名號早已維繫在百姓心中，天下沒有人不打從心底歸附並願做太子之臣的。通說定陶王平素受到皇上的疼愛寵幸，如今道路上的人們流傳謠言，為國事起了疑心，以為太子的地位將有所動搖。如果確實是這樣，公卿大臣以下一定會以死抗爭，不肯接受詔令。臣願意先接受賜死，作為群臣的示範！」漢元帝的天性向來仁慈，不忍見到史丹流淚悲泣，加上史丹的言辭懇切，漢元帝內心大受感動，喟然出聲長嘆說：「朕一天天地疲憊衰弱，而太子、兩王還幼小，心中戀戀不捨，又怎麼會不惦念呢？但並沒有你說的這個議論。況且皇后細心慎重，已故的先帝又喜愛太子，朕怎麼會違背他的意旨！駙馬都尉從什麼地方聽來這些話？」史丹馬上退後，叩頭說：「愚昧的臣下胡亂聽信謠言，按罪應當處死！」漢元帝接納了史丹的諫言，對史丹說：「朕的病情逐漸加重，恐怕不久於人世。你要好好地輔佐引導太子，不要違背朕的心意。」史丹哽咽著站了起來。太子因此終於得以成為繼承人。

### 財多位尊
漢元帝病亡後，汉成帝剛剛登基便擢升史丹為長樂衛尉，升任右將軍，賜給其關內侯的爵位和三百戶食邑，加官給事中，後來又調任為左將軍、光祿大夫。鸿嘉元年，漢成帝下詔說：「讚揚有德之人，獎賞有功之臣，是從古到今通用的道理。左將軍史丹從前用忠厚正直的品行來引導我，秉持道義，淳樸專一，往日的德行盛美。封史丹為武陽侯，以東海郡郯县的武強聚為封地，食邑為一千一百戶」。
史丹為人足智多謀，和樂簡易，對人友愛，外在看上去倜儻不羈，然而心思卻十分謹慎細緻，因此特別能夠得到皇帝的信任。史丹的兄長史術繼承了父親的侯爵爵位，辭讓不接受自己的那份財產，史丹因此得以繼承父親全部的家財，加上自身又有大國食邑的收入，以及因舊恩而屢次得到的褒揚獎賞，累計史丹所受的賞賜高達千金，家中僮僕以百來計數，內室的妻妾達數十人，史丹在家中極其奢侈，喜愛飲酒，享盡了美食、歌舞與女色之樂。史丹擔任將軍前後共十六年，永始年間史丹病重請求告老退休，漢成帝賜給他策書說：「左將軍卧病不見好轉，希望歸家治病，朕憐憫因為官職事務久留將軍，致使其身體不能痊癒。派光祿勳賜給將軍黃金五十斤、駟馬安車，可交上將軍的印綬。要專心集中精神，務必親近醫生和藥物，以此來扶助身體，使其不衰竭」。
史丹回到家中幾個月後去世，谥号為「頃」。史丹共有兒子女兒二十人，其中九個兒子都因為史丹的緣故當上侍中和各部的官員，親近於漢元帝身旁。史氏家族總共有四人封侯，官至卿、大夫俸祿為二千石的有十多人，直到王莽時才斷絕，當中只有將陵侯史曾因沒有子嗣，爵位在他逝世後就斷絕了。

## 亲属
- 父：史高
- 兄：史術

## 評價
- 班固：史丹父子相繼，高以重厚，位至三公。丹之輔道副主，掩惡揚美，傅會善意，雖宿儒達士無以加焉。及其歷房闥，入臥內，推至誠，犯顏色，動寤萬乘，轉移大謀，卒成太子，安母后之位。無言不讎，終獲忠貞之報[1]。

## 延伸閱讀
[在维基数据编辑]
 《漢書·卷082》，出自班固《漢書》